# Lubaczów (district)
Lubaczów (powiat lubaczowski) is een Pools district (powiat) in de woiwodschap Subkarpaten. De oppervlakte bedraagt 1308,37 km², het inwonertal 56.895 (2014).  

## Steden
- Cieszanów
- Lubaczów
- Narol
- Oleszyce

Stadsdistricten:
Rzeszów · Tarnobrzeg · Przemyśl · Krosno

Districten:
Bieszczady · Brzozów · Dębica · Jarosław · Jasło · Kolbuszowa · Krosno · Łańcut · Lesko · Leżajsk · Lubaczów ·  Mielec · Nisko · Przemyśl · Przeworsk · Ropczyce-Sędziszów · Rzeszów · Sanok · Stalowa Wola · Strzyżów · Tarnobrzeg

Grootste steden:
Dębica · Jarosław · Jasło · Krosno · Mielec · Przemyśl · Rzeszów · Sanok · Stalowa Wola · Tarnobrzeg